# Ukamenia
Ukamenia là một chi bướm đêm thuộc phân họ Olethreutinae trong họ Tortricidae.

## Các loài
- Ukamenia sapporensis Matsumura, 1931